# Futbol dotykowy
Futbol dotykowy (ang. touch football) – odmiana futbolu amerykańskiego, w której zawodnicy "szarżują" przez dotknięcie przeciwnika jedną lub dwoma rękami, w zależności od wariantu gry. Poza zmianą sposobu przeprowadzania szarży, większość innych przepisów pozostaje podobna do tych z futbolu tradycyjnego.
Dyscyplina została wymyślona przez marynarzy U.S. Navy w latach 40. XX wieku. Przeważnie rozgrywa się wariant dwuręczny, a w drużynach może grać od 2 do 11 osób, choć zazwyczaj składają się z 4 do 7 zawodników.